# Agbanto
Agbanto är ett arrondissement i kommunen Kpomassè i Benin. Den hade 4 377 invånare år 2002.